# Aeródromo La Juliana

i7
i11
i13
Aeródromo La Juliana ist ein Flugplatz der Gemeinde von Bollullos de la Mitación in der Provinz Sevilla  (spanisch Provincia de Sevilla) der Autonomen Region Andalusien in Südspanien.  La Juliana ist zugelassen nach den Sichtflugregeln der Allgemeinen Luftfahrt (General Aviation) für Leichtflugzeuge, Geschäftsreiseflugzeuge, Hubschrauber und Fallschirmspringer. Betreiber des Flugplatzes ist die private Firma Aeródromo La Juliana S.L.

## Lage
Der Aeródromo liegt 9 Kilometer südlich der Stadt Bollullos de la Mitación und rund 30 Kilometer westlich vom Flughafen Sevilla. Es besteht eine Verkehrsanbindung zur Autopista A-49. 

## Einrichtung
Am Flugplatz befinden sich zwei Tankstellen, eine für AvGas und eine für Jet A1. Neben den Hangars und dem Tower befindet sich das Flugplatzrestaurant.